# Litoria chloronota
Litoria chloronota és una espècie de granota de la família dels hílids. És endèmica dels monts Arfak, a la península de Doberai (Indonèsia), on viu a altituds properes a 1.850 msnm. El seu hàbitat natural són els boscos montans. És una espècie en risc mínim, és a dir, no sembla que hi hagi cap amenaça significativa per a la seva supervivència. Tolera els boscos pertorbats i secundaris. El seu nom específic, chloronota, significa ‘dorsiverda’.